# Bactrocera diallagma
Bactrocera diallagma
 es una especie de díptero que Drew describió por primera vez en 1989. Bactrocera diallagma pertenece al género Bactrocera de la familia Tephritidae.  